# كهف العنكبوت (جبل طارق)
كهف العنكبوت (بالإنجليزية: Spider Cave)‏ هو كهف يقع ضمن أقاليم ما وراء البحار البريطانية في منطقة جبل طارق التابعة للتاج البريطاني.